# Моэн, Анита
Анита Моэн (норв. Anita Moen, 31 августа 1967, Эльверум, Хедмарк) — норвежская лыжница, выступавшая за сборную Норвегии с 1987 по 2003 год. Участвовала в трёх зимних Олимпийских играх, в 1994 году в Лиллехаммере выиграла серебряную медаль в эстафете 4 х 5 км, в 1998 году в Нагано получила «серебро» за эстафету и «бронзу» за гонку на 15 километров свободным стилем, а в 2002 году в Солт-Лейк-Сити удостоилась «серебра» всё в той же эстафете и «бронзы» в спринтерской гонке на 1,5 км свободным стилем.
Моэн четыре раза становилась призёркой в эстафетах чемпионатов мира: на её счету четыре серебряные награды (1995, 1997, 2001, 2003) и одна бронзовая (1993). В индивидуальных соревнованиях лучший результат показала в 1997 году, финишировав пятой в гонке на 30 километров. В общей сложности Анита Моэн двадцать раз поднималась на подиум различных этапов Кубка мира, в том числе трижды становилась первой, семь раз — второй и десять раз — третьей.
О завершении спортивной карьеры объявила по окончании сезона 2002—2003 гг.